# Evert Vermeer Stichting

Logo van de Evert Vermeer Stichting

De Evert Vermeer Stichting (EVS) was een Nederlandse ngo die zich inzette voor internationale solidariteit in de politiek. De EVS liet de stem van ontwikkelingslanden op twee manieren doorklinken in de politiek. Naast een actieve lobby in Den Haag, voerde de EVS ook een lobby in Brussel. Daarnaast heeft de EVS talloze publieksactiviteiten georganiseerd om draagvlak voor internationale solidariteit te creëren. De stichting was vernoemd naar voormalig PvdA-voorzitter Evert Vermeer.
De Evert Vermeer Stichting was een onafhankelijke stichting en gelieerd aan de Partij van de Arbeid. In juni 2013 is de EVS met de Alfred Mozer Stichting (AMS) gefuseerd tot de Foundation Max van der Stoel (FMS). 

## Geschiedenis
Op 1 februari 1967 startte de PvdA de Evert Vermeer Stichting om ontwikkelingshulp hoger op de agenda te krijgen. De EVS was een samengaan van drie bestaande internationaal georiënteerde fondsen: het Evert Vermeer Fonds, het Uhuru-fonds van de Federatie Jongeren Groepen en het Fonds Internationale Solidariteit van de Vrouwenbond. De EVS committeerde zich in de beginjaren voornamelijk tot het inzamelen van geld voor projecten in ontwikkelingslanden. Dit veranderde in de jaren zeventig; er werd een Algemeen Bestuur gevormd, er kwam een nauwere samenwerking met de PvdA en een sterkere nadruk op internationale solidariteit. Daarmee is de EVS een van de eerste organisaties in Nederland die trachtte meer aandacht te vragen voor internationale vraagstukken binnen het lokale bestuur. 
Tijdens de jaren 80, onder voorzitterschap van Eveline Herfkens, werd meer gedaan aan het betrekken van PvdA-leden bij ontwikkelingssamenwerking. Door meer aandacht te besteden aan de ontwikkeling van visie rond ontwikkelingssamenwerking werden verschillende boeken gepubliceerd; Vrouwen, de vergeten helft: een oriëntatie op de positie van vrouwen in de Derde Wereld (1985, 1e druk 1983), Made in Heaven: vrouwen en de veranderende internationale arbeidsverdeling (1985) en Arm in arm: ontwikkelingssamenwerking in het spoor van de armste (1987). 
In de eerste helft van de jaren 90 werd de EVS-dag (later de Afrikadag) voor de eerste keer georganiseerd. Hier spraken verschillende wetenschappers. Daarnaast stonden de jaren 90 ook in het teken van een toenadering tot de Civil Society. Een nieuwe onafhankelijkere houding richting de PvdA resulteerde in een nauwere samenwerking met maatschappelijke organisaties die zich met ontwikkelingssamenwerking (ngo's) bezighielden. Zo raakte de EVS meer betrokken bij de sector van ontwikkelingssamenwerking. Vanaf de tweede helft van de jaren 90 richtte de EVS zich voornamelijk op het continent Afrika, in plaats van op de derde wereld. 
In 2002 startte de EVS het Coherentie Programma, dat sinds 2009 door het leven gaat als het programma Fair Politics.

## Evert Vermeer
Evert Vermeer (1910-1960) was een Nederlands politicus. Hij was lid van de Tweede Kamer namens de Partij van de Arbeid (PvdA) en was partijvoorzitter tussen 1955 en 1960. Vermeer was een inventieve, bindende en stuwende man die een belangrijke bijdrage heeft geleverd aan het internationale gedachtegoed van de PvdA. 

### Afrikadag
De Afrikadag is het grootste publieksevenement over internationale samenwerking en over Afrika in Nederland. In verschillende politieke debatten, workshops en lezingen gaan bezoekers rechtstreeks in gesprek met politici, professionals en met elkaar. Naast een inhoudelijk programma is er een uitgebreid cultureel programma. De Afrikadag trekt jaarlijks ongeveer 2000 bezoekers en 250 sprekers uit Nederland en uit Afrika. Vanaf 2013 wordt de Afrikadag georganiseerd door de FMS. 

## Fair Politicians
Ieder jaar reikte Fair Politics de Fair Politician of the Year Award uit in Den Haag en Brussel aan de parlementariër die zich volgens de EVS het best heeft ingezet voor coherent ontwikkelingsbeleid. Deze prijs wordt vanaf 2013 door de FMS uitgereikt.

### Fair Politicians of the Year, Nederland
- 2011-2012: Joël Voordewind (ChristenUnie)
- 2010-2011: Arjan El Fassed (GroenLinks)
- Fair Minister van de regering Balkenende IV: Staatssecretaris van Economische Zaken Frank Heemskerk (PvdA)
- 2008 en 2009: Kees Vendrik (GroenLinks)
- 2007: Ewout Irrgang (SP)

### Fair Politicians of the Year, Brussel
- 2010/2011: Catherine Grèze (Greens/EFA)
- 2009/2010: Franziska Keller (Greens/EFA)
- 2008/2009: Thijs Berman (S&D)